# هانک و مایک
هانک و مایک (به انگلیسی: Hank and Mike) فیلمی محصول سال ۲۰۰۸ و به کارگردانی متیو کینک است. در این فیلم بازیگرانی همچون توماس مایکل، پائولو مانچینی، جو مانتگنا، کریس کلاین، مگی کستل و بوید بنکس ایفای نقش کرده‌اند.